# مشاکووک
مشاکووک (به لاتین: Myszakówek) یک روستا در لهستان است که در گمینا زاگوروو واقع شده است.